# Invasão da Inglaterra (1326)
A invasão da Inglaterra em 1326 pela rainha do país, Isabella de França, e seu amante, Roger Mortimer, levou à captura e execuções de Hugh Despenser o Jovem e Hugh Despenser o Velho e à abdicação do marido de Isabella, rei Eduardo II. Ela pôs fim à insurreição e guerra civil.

## Antecedentes
Roger Mortimer de Wigmore era um poderoso senhor da fronteira, casado com a rica herdeira Joan de Geneville, e pai de doze filhos. Mortimer havia sido preso na Torre de Londres em 1322 após sua captura por Eduardo II. O tio de Mortimer Roger Mortimer de Chirk morreu na prisão, mas o próprio Mortimer conseguiu escapar da Torre em 1323, fazendo um buraco na parede de pedra de sua cela antes de escapar pelo telhado e usando escadas de corda fornecidas por um cúmplice para descer até o rio Tâmisa, atravessar o rio e então eventualmente chegar em segurança à França. Escritores vitorianos sugeriram que, dados os eventos posteriores, Isabella poderia ter ajudado Mortimer a escapar; alguns historiadores continuam a argumentar que o relacionamento deles já havia começado nesse ponto, embora a maioria acredite que não há evidências concretas de que eles tivessem um relacionamento substancial antes de se encontrarem em Paris.

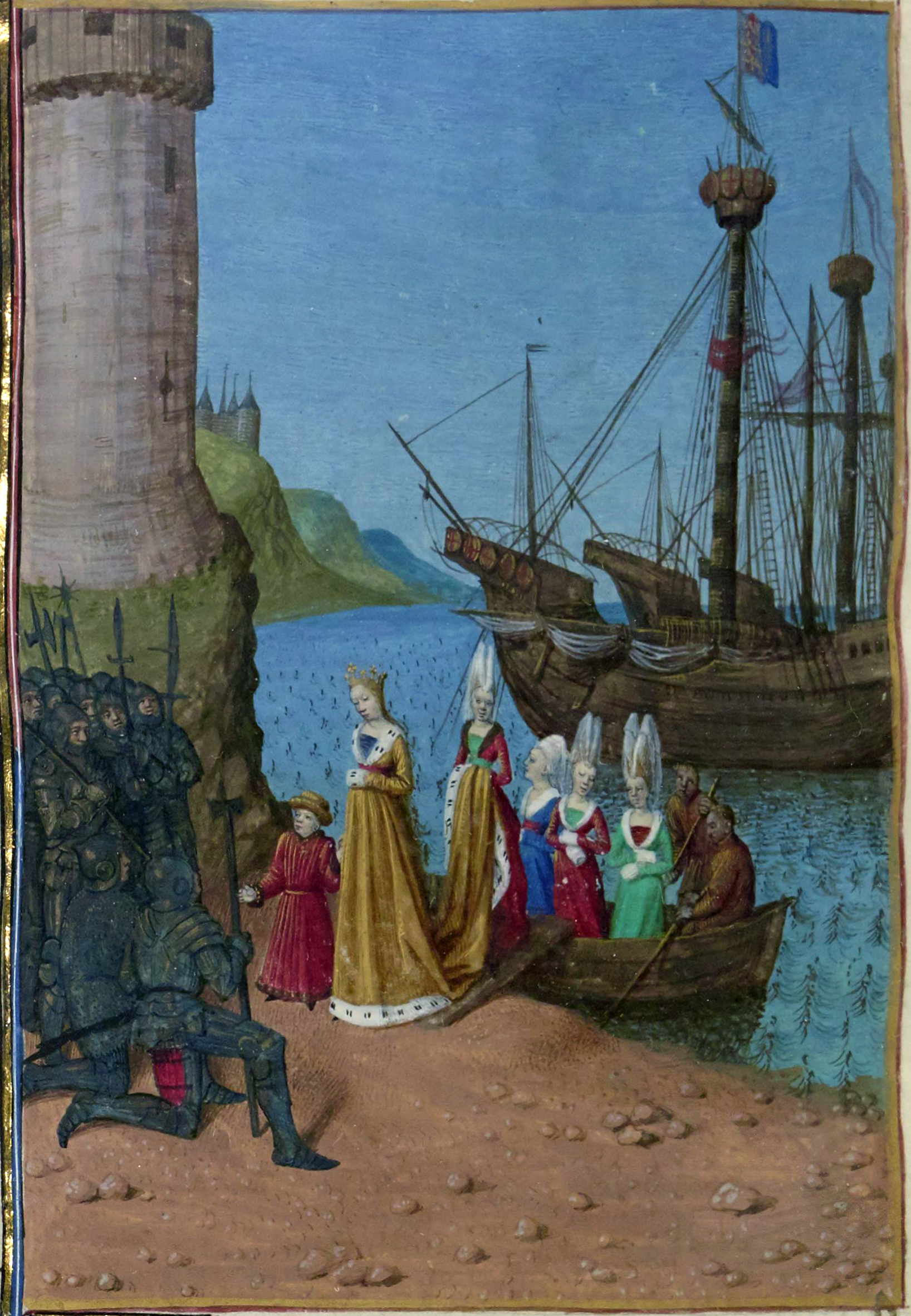
Isabella de França desembarcando na Inglaterra com seu filho, o futuro Eduardo III de Inglaterra

Em 1325 Eduardo, então Duque da Aquitânia e herdeiro do trono da Inglaterra, viajou para a França para prestar homenagem a Carlos IV de França como seu vassalo. Isabella acompanhou seu filho e foi durante essa viagem que seu caso com Mortimer começou. Isabella foi reapresentada a Mortimer em Paris por sua prima, Joana, Condessa de Hainault, que parece ter abordado Isabella sugerindo uma aliança matrimonial entre suas duas famílias, casando o príncipe Eduardo com a filha de Joana, Filipa. Mortimer e Isabella iniciaram um relacionamento apaixonado a partir de dezembro de 1325. Isabella estava correndo um risco enorme ao fazê-lo: a infidelidade feminina era uma ofensa muito séria na Europa medieval, como demonstrado durante o Caso da Torre de Nesle, como resultado do qual ambas as ex-cunhadas francesas de Isabella haviam morrido até 1326, tendo sido presas exatamente por essa ofensa. A motivação de Isabella tem sido objeto de discussão pelos historiadores; a maioria concorda que havia uma forte atração sexual entre os dois, que eles compartilhavam um interesse nas lendas arturianas e que ambos desfrutavam de belas artes e vida luxuosa. Um historiador descreveu o relacionamento deles como um dos "grandes romances da Idade Média". Eles também compartilhavam um inimigo comum — o regime de Eduardo II e os Despensers.
Isabella foi ordenada a retornar à Inglaterra após a homenagem ter sido prestada a Carlos, mas se recusou a fazê-lo em janeiro de 1326, a menos que Hugh Despenser fosse exilado. Eduardo recusou isso, e então ordenou a Carlos que a fizesse retornar; ele recusou por sua vez, e em retorno Eduardo cortou todos os suprimentos financeiros para Isabella. Isabella recorreu a Carlos por ajuda, mas ele hesitou, apenas permitindo-lhe ocupação em seu palácio. Isso, no entanto, não durou muito quando chegou a notícia de que o Papa João XXII havia se manifestado contra Isabella; Carlos rapidamente a expulsou, e não falaria com ela novamente por muito tempo. Os apoiadores de Mortimer na Inglaterra começaram a enviar-lhe víveres, armaduras e outras ajudas em março de 1326, o que Eduardo tentou impedir, e também ordenou que seus portos ficassem atentos a espiões entrando no reino. A autoridade do regime Despenser sofreu uma quantidade crescente de atos rebeldes, incluindo a morte audaciosa do Barão do Erário, Roger de Beler por Eustace Folville, Roger la Zouch e sua gangue.
Sem apoio francês, Isabella e Mortimer deixaram Paris no verão de 1326, levando o príncipe Eduardo com eles, e viajaram para nordeste no território do Sacro Império Romano-Germânico para Guilherme I, Conde de Hainaut. Como Joana havia sugerido no ano anterior, Isabella prometeu o príncipe Eduardo em casamento a Filipa, filha do conde, em troca de um dote substancial Ela então usou esse dinheiro para recrutar um exército mercenário, percorrendo o Brabante em busca de homens, que foram adicionados a uma pequena força de tropas de Hainaut. Guilherme também forneceu oito navios de guerra e várias embarcações menores como parte dos arranjos matrimoniais. Embora Eduardo agora temesse uma invasão, o sigilo permanecia fundamental, e Isabella convenceu Guilherme a deter enviados de Eduardo. Isabella também parece ter feito um acordo secreto com os escoceses durante a campanha vindoura.

## Invasão
Após um breve período de confusão durante o qual tentaram descobrir onde haviam desembarcado, Isabella moveu-se rapidamente para o interior, vestida com suas roupas de viúva. Vários de seus principais apoiadores imediatamente se juntaram a ela, talvez tendo sido avisados de sua chegada, incluindo os bispos de Lincoln e Hereford. Tropas locais, mobilizadas para detê-los, imediatamente mudaram de lado, e vítimas dos Despensers e parentes de contrariantes correram para sua causa. No dia seguinte Isabella estava em Bury St Edmunds e pouco depois havia avançado para o interior até Cambridge. Tomás, Conde de Norfolk, juntou-se às forças de Isabella e Henrique, Conde de Leicester — o irmão do falecido Tomás, Conde de Lancaster, e tio de Isabella — também anunciou que estava se juntando à facção de Isabella, marchando para o sul para se juntar a ela. Em 26 de setembro, Isabella entrou em Cambridge.

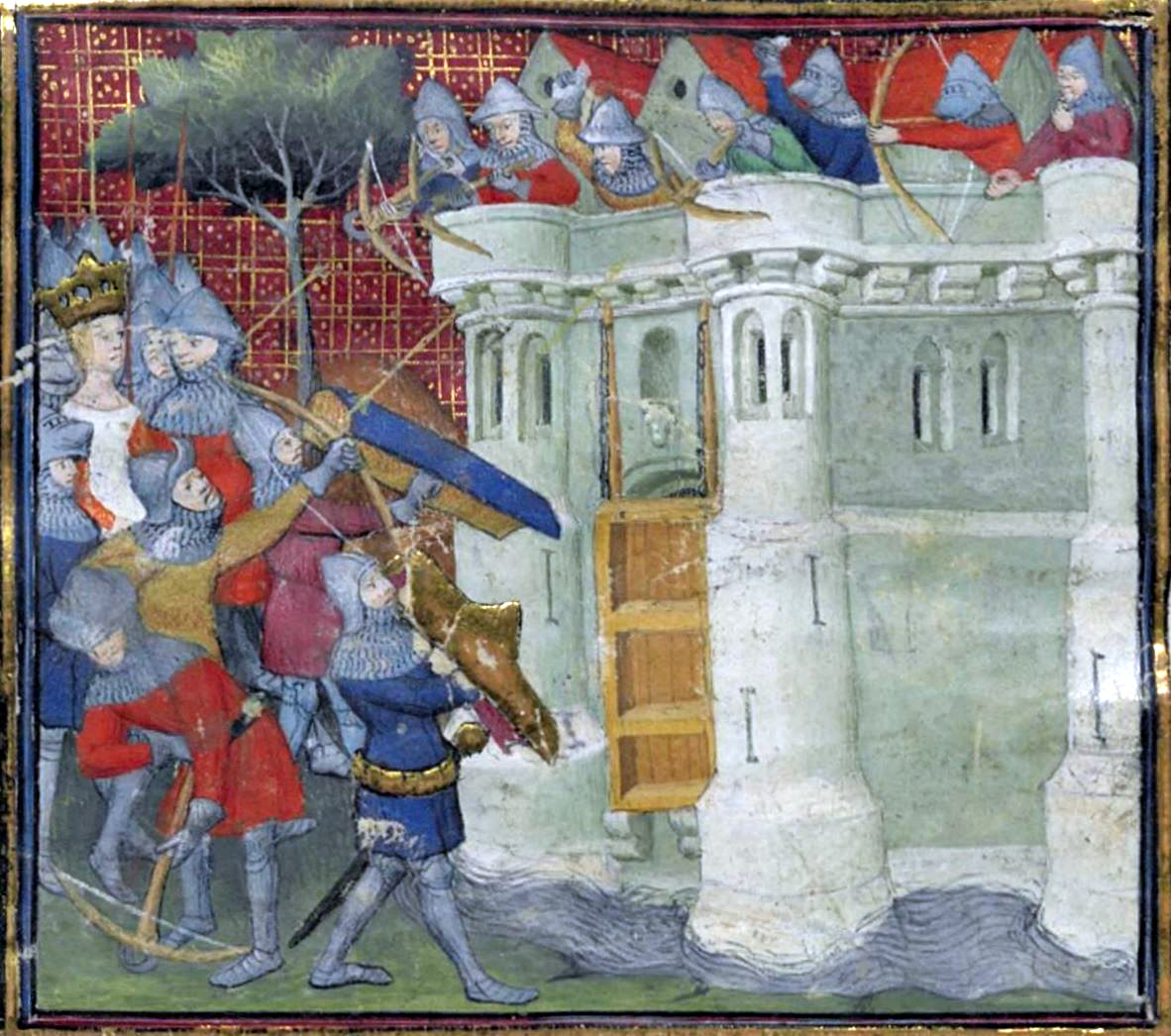
Isabella supervisiona o Cerco de Bristol

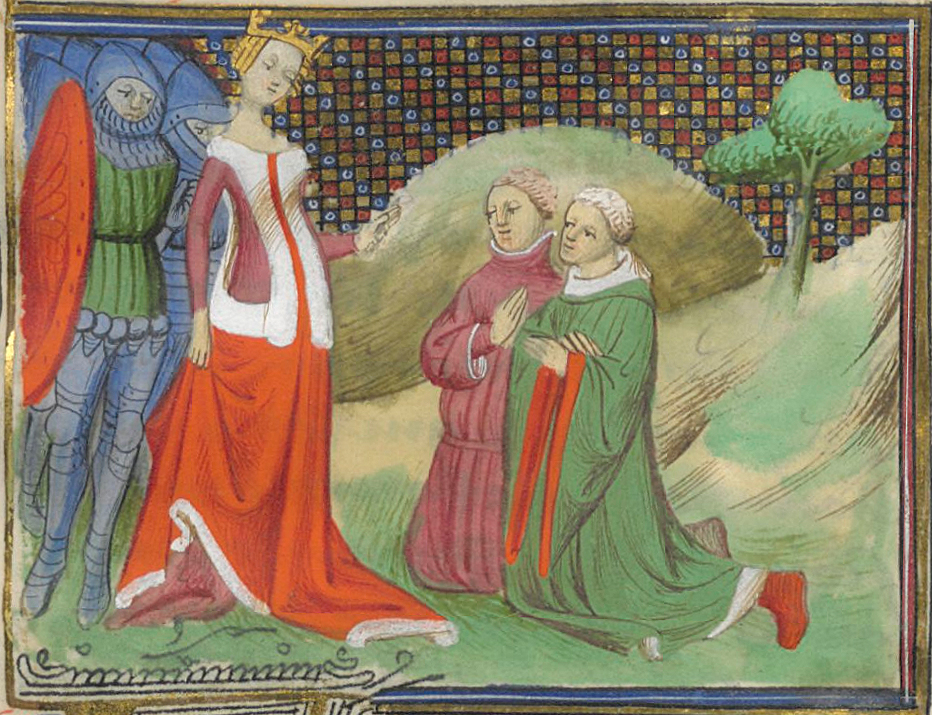
Hugh Despenser o Jovem e Edmund Fitzalan levados perante Isabella para julgamento em 1326; a dupla foi cruelmente executada

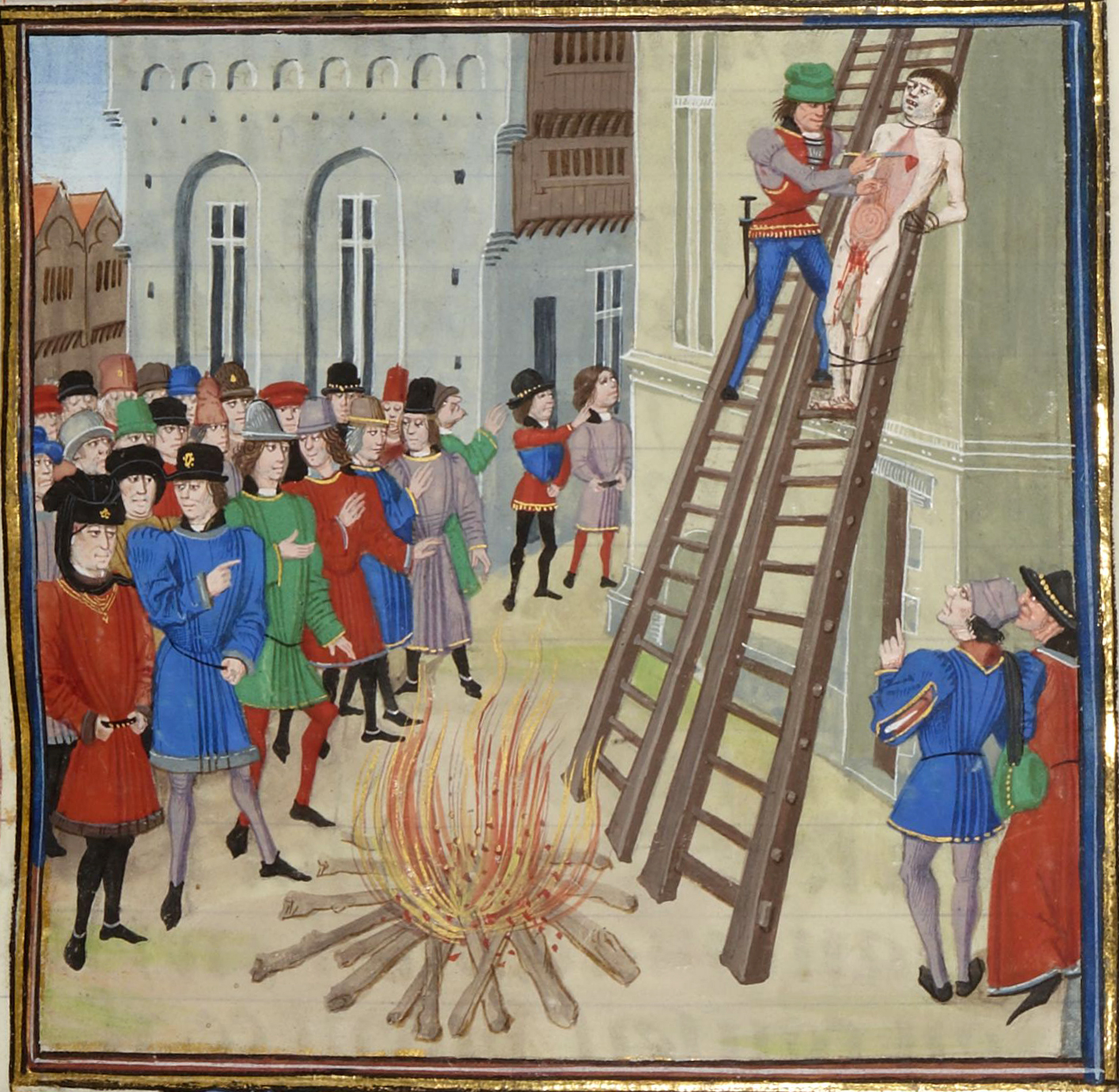
A morte de Despenser

Em 27 de setembro, a notícia da invasão havia chegado ao rei e aos Despensers em Londres. Eduardo emitiu ordens aos xerifes locais, incluindo Richard de Perrers o Alto Xerife de Essex, para mobilizar oposição a Isabella e Mortimer, mas com pouca confiança de que seriam atendidas, pois suspeitava que Perrers detestava os Despensers. A própria Londres estava se tornando insegura devido à agitação local e Eduardo fez planos para partir. Isabella atacou para oeste novamente, chegando a Oxford em 2 de outubro, onde foi "saudada como uma salvadora" — Adam Orleton, o bispo de Hereford, saiu do esconderijo para dar uma palestra à universidade sobre os males dos Despensers. Eduardo fugiu de Londres no mesmo dia, dirigindo-se para oeste em direção ao País de Gales. Isabella e Mortimer agora tinham uma aliança efetiva com a oposição Lancasteriana a Eduardo, reunindo todos os seus oponentes em uma única coalizão.
Isabella agora marchou para o sul em direção a Londres, fazendo uma pausa em Dunstable em 7 de outubro. Londres estava agora nas mãos das multidões, embora amplamente alinhadas com Isabella. O bispo Walter de Stapledon falhou em perceber até que ponto o poder real havia desabado na capital e tentou intervir militarmente para proteger sua propriedade contra manifestantes; uma figura odiada localmente, ele foi prontamente atacado e morto, sua cabeça sendo posteriormente enviada a Isabella por seus apoiadores locais. Eduardo, enquanto isso, ainda estava fugindo para oeste, chegando a Gloucester no dia 9. Isabella respondeu marchando rapidamente para oeste ela mesma em uma tentativa de interceptá-lo, chegando a Gloucester uma semana após Eduardo, que atravessou a fronteira para o País de Gales no mesmo dia. Isabella foi acompanhada pela nobreza do norte liderada por Thomas Wake, Henry de Beaumont e Henry Percy, o que agora lhe deu total superioridade militar.
Hugh Despenser o Velho continuou a defender Bristol contra Isabella e Mortimer, que a colocaram sob cerco de 18 de outubro até 26 de outubro, quando caiu. Isabella foi capaz de recuperar suas filhas Leonor de Woodstock e Joana da Torre, que haviam sido mantidas sob custódia dos Despensers. Agora desesperados e cada vez mais abandonados por sua corte, Eduardo e Hugh Despenser o Jovem tentaram navegar para Lundy, uma pequena ilha ao largo da costa de Devon, mas o tempo estava contra eles e após vários dias foram forçados a desembarcar de volta no País de Gales.
Com Bristol seguro, Isabella mudou sua base de operações para a cidade fronteiriça de Hereford, de onde ordenou a Henrique de Lancaster que localizasse e prendesse seu marido. Após uma quinzena evitando as forças de Isabella no sul do País de Gales, Eduardo e Hugh foram finalmente capturados e presos perto de Llantrisant em 16 de novembro, o que pôs fim à insurreição e à guerra civil.

## Consequências
Eduardo II morreu, muito provavelmente assassinado por ordens de Isabella e Mortimer. Hugh Despenser o Jovem e Edmund Fitzalan foram ambos enforcados, arrastados e esquartejados. As mortes de Fitzalan, Despenser o Jovem, Despenser o Velho e Eduardo II puseram fim à guerra civil, viram o início de um ano de pilhagem das propriedades dos Despensers e a emissão de perdões a milhares de pessoas falsamente acusadas por eles.
Em 31 de março de 1327, sob instrução de Isabella, Eduardo III concordou com um tratado de paz com Carlos IV de França: a Aquitânia seria devolvida a Eduardo, com Carlos recebendo 50 000 libras, os territórios de Limusino, Quercy, o Agenais e Périgord, e o país de Bazas, deixando o jovem Eduardo com um território muito reduzido.